# Nati nel 1773
| Questa pagina contiene informazioni ricavate automaticamente dalle voci biografiche con l'ausilio del template Bio e di un bot. L'aggiornamento è periodico e automatico e ricostruisce completamente la pagina. Se manca una persona in questa lista, sei pregato di non aggiungerla, ma accertati piuttosto che la sua voce biografica contenga il template Bio e che i dati anagrafici siano correttamente compilati. Se il template Bio manca, inseriscilo tu stesso o, in alternativa, metti l'avviso {{tmp\|Bio}} che ne segnala la mancanza. Se i dati riportati sono sbagliati, correggi direttamente la voce biografica; le modifiche saranno visibili in questa lista entro pochi giorni. Per chiarimenti vedi il progetto biografie. La lista contiene solo le 202 persone che sono citate nell'enciclopedia e per le quali è stato implementato correttamente il template Bio. Pagina aggiornata al 18 ago 2025. |

## Gennaio(22)
- 3 gennaio - William Gadsby, predicatore inglese († 1844)
- 4 gennaio - Friedrich Christian August Hasse, storico tedesco († 1848)
- 4 gennaio - Francesco Tiberi, cardinale e arcivescovo cattolico italiano († 1839)
- 5 gennaio - Richard Heber, filologo inglese († 1833)
- 7 gennaio - Francesco Boni, presbitero italiano († 1852)
- 9 gennaio - Cassandra Austen, pittrice inglese († 1845)
- 11 gennaio - Charles-André Merda, militare francese († 1812)
- 14 gennaio - William Pitt Amherst, diplomatico e politico britannico († 1857)
- 14 gennaio - Catherine Pakenham, nobildonna irlandese († 1831)
- 15 gennaio - Antoine-Léonard Chézy, linguista e traduttore francese († 1832)
- 15 gennaio - Melchiorre Missirini, letterato e biografo italiano († 1849)
- 17 gennaio - Johann Christian August Heinroth, medico tedesco († 1843)
- 19 gennaio - Louis Gabriel Michaud, scrittore e storico francese († 1858)
- 20 gennaio - Theodor von Schön, politico prussiano († 1856)
- 20 gennaio - Henry Wellesley, I barone Cowley, nobile, politico e ambasciatore britannico († 1847)
- 22 gennaio - Clemens August Droste zu Vischering, arcivescovo cattolico tedesco († 1845)
- 22 gennaio - René-Charles Guilbert de Pixerécourt, drammaturgo, direttore teatrale e traduttore francese († 1844)
- 22 gennaio - Thomas Weld, cardinale e vescovo cattolico britannico († 1837)
- 26 gennaio - Niccolao Giorgini, politico italiano († 1854)
- 27 gennaio - Augusto Federico di Hannover, nobile inglese († 1843)
- 29 gennaio - Friedrich Mohs, chimico e mineralogista tedesco († 1839)
- 31 gennaio - Luigi Pichler, incisore italiano († 1854)

## Febbraio(8)
- 4 febbraio - François Joseph Didier Liedot, militare e ingegnere francese († 1812)
- 4 febbraio - George Montagu, VI conte di Sandwich, nobile inglese († 1818)
- 9 febbraio - William Henry Harrison, generale e politico statunitense († 1841)
- 10 febbraio - Gaudenzio Bordiga, incisore e cartografo italiano († 1837)
- 14 febbraio - Charles Brudenell-Bruce, I marchese di Ailesbury, politico inglese († 1856)
- 14 febbraio - Benjamin Delessert, banchiere e botanico francese († 1847)
- 20 febbraio - Ferdinando Paini, compositore italiano
- 25 febbraio - Jacobo FitzJames Stuart, V duca di Berwick, nobile spagnolo († 1794)

## Marzo(13)
- 1º marzo - Carlo Marin, funzionario e poeta italiano († 1852)
- 2 marzo - Christoph Heinrich Pfaff, medico, chimico e fisico tedesco († 1852)
- 2 marzo - August Schumann, editore, scrittore e lessicografo tedesco († 1826)
- 9 marzo - Urbano Del Drago Biscia Gentili, principe italiano († 1851)
- 9 marzo - Isaac Hull, ammiraglio statunitense († 1843)
- 15 marzo - Jean-Baptiste Solignac, generale francese († 1850)
- 16 marzo - Juan Ramón Balcarce, politico e militare argentino († 1836)
- 19 marzo - Alessandro Trivulzio, generale, politico e nobile italiano († 1805)
- 22 marzo - Henri Gatien Bertrand, generale francese († 1844)
- 24 marzo - Giuseppe Maria Giove, vescovo cattolico italiano († 1848)
- 26 marzo - Nathaniel Bowditch, matematico e astronomo statunitense († 1838)
- 28 marzo - Hans Frisak, matematico e cartografo norvegese († 1834)
- 31 marzo - Antonio Albrizzi, giurista e avvocato svizzero († 1846)

## Aprile(20)
- 2 aprile - Juan Domingo de Monteverde, generale spagnolo († 1832)
- 4 aprile - Eleonora Bernardini, nobildonna italiana († 1855)
- 4 aprile - Étienne Maurice Gérard, generale francese († 1852)
- 5 aprile - Teresa di Meclemburgo-Strelitz, nobile tedesca († 1839)
- 6 aprile - Felice Mastrangelo, patriota italiano († 1799)
- 6 aprile - James Mill, storico, filosofo e economista scozzese († 1836)
- 6 aprile - Nicolas Viton de Saint-Allais, genealogista e araldista francese († 1842)
- 7 aprile - Giuliano de Fazio, architetto e ingegnere italiano († 1835)
- 8 aprile - Giuseppina Grassini, contralto italiano († 1850)
- 9 aprile - Marie Boivin, divulgatrice scientifica e scrittrice francese († 1841)
- 12 aprile - Francesco Maria Coppola, vescovo cattolico italiano († 1851)
- 13 aprile - Jean-Baptiste Guillaume Joseph, conte di Villèle, politico francese († 1854)
- 15 aprile - Josef August Schultes, botanico, medico e scrittore austriaco († 1831)
- 19 aprile - Pier Vittorio Aldini, archeologo e bibliografo italiano († 1842)
- 19 aprile - Vladimir Petrovič Dolgorukov, generale e nobile russo († 1817)
- 22 aprile - Girolamo Pignatelli, generale italiano († 1848)
- 22 aprile - Giuseppe Scarlata Xibilia Platamone, generale e nobile italiano († 1835)
- 26 aprile - Margarete Luise Schick, soprano tedesca († 1810)
- 28 aprile - Bernard Dubourdieu, ufficiale francese († 1811)
- 30 aprile - Johann Karl Burckhardt, astronomo e matematico tedesco († 1825)

## Maggio(18)
- 2 maggio - Henrik Steffens, filosofo e naturalista danese († 1845)
- 3 maggio - Giuseppe Acerbi, esploratore, scrittore e archeologo italiano († 1846)
- 3 maggio - Thomas Lyon-Bowes, XI conte di Strathmore e Kinghorne, nobile britannico († 1846)
- 6 maggio - Eliodoro Bianchi, tenore italiano († 1848)
- 9 maggio - Jean Charles Léonard Simonde de Sismondi, economista, letterato e storico svizzero († 1842)
- 13 maggio - Giulio Genoino, poeta e librettista italiano († 1856)
- 13 maggio - Leopoldina Naudet, religiosa italiana († 1834)
- 13 maggio - Girolamo Ortis, italiano († 1796)
- 13 maggio - Giovanni Zantedeschi, botanico italiano († 1846)
- 15 maggio - Klemens von Metternich, nobile, diplomatico e politico austriaco († 1859)
- 19 maggio - Arthur Aikin, chimico e geologo britannico († 1854)
- 23 maggio - Louis-Victor de Caux de Blacquetot, generale, politico e nobile francese († 1845)
- 26 maggio - Anna Grigor'evna Kozickaja, nobildonna russa († 1846)
- 26 maggio - Ascanio Mansi, politico italiano († 1840)
- 26 maggio - Hans Georg Nägeli, compositore e editore svizzero († 1836)
- 31 maggio - Emmerich Joseph von Dalberg, politico, diplomatico e nobile tedesco († 1833)
- 31 maggio - Johann Arnold Kanne, filologo e linguista tedesco († 1824)
- 31 maggio - Ludwig Tieck, poeta, scrittore e critico letterario tedesco († 1853)

## Giugno(8)
- 2 giugno - John Randolph, politico e diplomatico statunitense († 1833)
- 12 giugno - Amschel Mayer Rothschild, banchiere tedesco († 1855)
- 12 giugno - Antonia Maria Verna, religiosa italiana († 1838)
- 13 giugno - Thomas Young, scienziato britannico († 1829)
- 16 giugno - Luigi Rolando, anatomista italiano († 1831)
- 18 giugno - Giannantonio Moschini, letterato e storico dell'arte italiano († 1840)
- 20 giugno - Peter Early, politico statunitense († 1817)
- 28 giugno - Frédéric Cuvier, zoologo francese († 1838)

## Luglio(17)
- 5 luglio - Giovanna Elisabetta Bichier des Ages, religiosa francese († 1838)
- 5 luglio - Ludovico I di Etruria, re († 1803)
- 6 luglio - Hippolyte Charles, militare francese († 1837)
- 6 luglio - Wenceslaus Matiegka, compositore ceco († 1830)
- 11 luglio - Pío de Tristán, generale e politico peruviano († 1860)
- 13 luglio - Wilhelm Heinrich Wackenroder, scrittore e giurista tedesco († 1798)
- 16 luglio - Josef Jungmann, poeta e linguista ceco († 1847)
- 16 luglio - Maria Fëdorovna Lubomirska, principessa polacca († 1810)
- 20 luglio - Mario Gemmellaro, naturalista e geologo italiano († 1839)
- 20 luglio - Francesco Sforza Cesarini, VI principe di Genzano, principe italiano († 1816)
- 23 luglio - Thomas Brisbane, astronomo e generale scozzese († 1860)
- 23 luglio - Abraham Colles, medico irlandese († 1843)
- 25 luglio - Giovanni Maria Bua, arcivescovo cattolico italiano († 1840)
- 27 luglio - Luisa Maria Amalia di Borbone-Due Sicilie, nobile († 1802)
- 29 luglio - Giovanni Maria Dettori, teologo italiano († 1836)
- 30 luglio - Gian Pietro Porro, politico italiano († 1851)
- 31 luglio - Teresa Cabarrus, nobile francese († 1835)

## Agosto(7)
- 4 agosto - Joseph Pain, drammaturgo, poeta e saggista francese († 1830)
- 14 agosto - Peter Buell Porter, politico statunitense († 1844)
- 19 agosto - George Villiers, V conte di Jersey, nobile e politico inglese († 1859)
- 22 agosto - Aimé Bonpland, botanico, naturalista e esploratore francese († 1858)
- 23 agosto - Jakob Friedrich Fries, filosofo, fisico e matematico tedesco († 1843)
- 29 agosto - Raphael Georg Kiesewetter, scrittore e musicista ceco († 1850)
- 30 agosto - Mihály Pollack, architetto austriaco († 1855)

## Settembre(18)
- 2 settembre - Louis Auguste Victor de Ghaisne de Bourmont, generale francese († 1846)
- 3 settembre - Jakob Gauermann, pittore tedesco († 1843)
- 4 settembre - Giuseppe di Salm-Reifferscheid-Dyck, principe, botanico e scrittore tedesco († 1861)
- 5 settembre - Giuseppe della Porta Rodiani, cardinale italiano († 1841)
- 8 settembre - Giuseppe Tambroni, archeologo, critico d'arte e diplomatico italiano († 1824)
- 9 settembre - Louis-Michel Letort de Lorville, generale francese († 1815)
- 11 settembre - William Bagot, II barone Bagot, nobile inglese († 1856)
- 12 settembre - Gustave-Maximilien-Juste de Croÿ-Solre, cardinale e arcivescovo cattolico francese († 1844)
- 13 settembre - Pierre Bonnemains, generale e politico francese († 1850)
- 14 settembre - Charles Lefebvre-Desnouettes, generale francese († 1822)
- 15 settembre - Riccardo Calocchieri, architetto italiano († 1834)
- 15 settembre - Alexander Ranaldson Macdonell, militare e nobile scozzese († 1828)
- 17 settembre - George Howard, VI conte di Carlisle, nobile e politico britannico († 1848)
- 18 settembre - Ottavio Colecchi, filosofo e matematico italiano († 1848)
- 22 settembre - Marc-Étienne de Beauvau-Craon, nobile e politico francese († 1849)
- 23 settembre - Domenico Morichini, chimico e medico italiano († 1836)
- 25 settembre - Agostino Bassi, naturalista e botanico italiano († 1856)
- 25 settembre - Gilbert Chabrol de Volvic, funzionario francese († 1843)

## Ottobre(9)
- 5 ottobre - Anselmo Ronchetti, artigiano italiano († 1833)
- 6 ottobre - Luigi Filippo di Francia, sovrano francese († 1850)
- 12 ottobre - Granville Leveson-Gower, I conte Granville, diplomatico britannico († 1846)
- 13 ottobre - Edoardo Ignazio Calvo, poeta e medico italiano († 1804)
- 19 ottobre - Luigi Rados, incisore e pittore italiano († 1840)
- 19 ottobre - Sante Viola, avvocato e storico italiano († 1838)
- 23 ottobre - Pietro Generali, compositore italiano († 1832)
- 23 ottobre - Josef Wolfgang Kainz, basso austriaco († 1855)
- 31 ottobre - Carlo Cristiano di Sayn-Wittgenstein, nobile e militare tedesco († 1812)

## Novembre(17)
- 1º novembre - Maria Teresa d'Austria-Este, nobildonna († 1832)
- 2 novembre - Pauline de Meulan, scrittrice francese († 1827)
- 5 novembre - Luigi di Prussia, generale prussiano († 1796)
- 6 novembre - Henry Hunt, politico e pubblicista inglese († 1835)
- 9 novembre - Nikolaj Nikitič Demidov, politico e filantropo russo († 1828)
- 9 novembre - Thomasine Gyllembourg, scrittrice danese († 1856)
- 11 novembre - Ivan Grigorievič Gogel, generale e nobile russo († 1834)
- 12 novembre - Giuseppe Gaetano Incontri, vescovo cattolico italiano († 1848)
- 13 novembre - Dovber Schneuri, rabbino, mistico e scrittore russo († 1827)
- 14 novembre - Stapleton Cotton, I visconte Combermere, generale britannico († 1865)
- 15 novembre - Joseph Léopold Sigisbert Hugo, generale e scrittore francese († 1828)
- 16 novembre - Gabriel Pierre Patrice Rambourgt, militare francese († 1848)
- 17 novembre - Mihály Csokonai Vitéz, poeta ungherese († 1805)
- 18 novembre - Tokugawa Ienari, militare giapponese († 1841)
- 21 novembre - Henry Vassall-Fox, III barone Holland, politico inglese († 1840)
- 28 novembre - Ferdinando Simonis, violinista e compositore italiano († 1837)
- 28 novembre - Johann von Wessenberg-Ampringen, politico tedesco († 1858)

## Dicembre(10)
- 9 dicembre - Armand Augustin Louis de Caulaincourt, nobile, generale e diplomatico francese († 1827)
- 10 dicembre - Antonia Campi, soprano polacco († 1822)
- 12 dicembre - Bertrand Clauzel, generale e politico francese († 1842)
- 16 dicembre - José Aparicio, pittore spagnolo († 1838)
- 17 dicembre - Sylvain Charles Valée, generale francese († 1846)
- 18 dicembre - Carlo Steeb, presbitero tedesco († 1865)
- 19 dicembre - Aleksandr Nikolaevič Golicyn, politico e mistico russo († 1844)
- 21 dicembre - Robert Brown, botanico britannico († 1858)
- 24 dicembre - Joseph Wölfl, pianista e compositore austriaco († 1812)
- 27 dicembre - George Cayley, ingegnere britannico († 1857)

## Senza giorno specificato(35)
- Mario Adorno, avvocato e patriota italiano († 1837)
- Santo Agelli, letterato italiano († 1859)
- Martin Friedrich Arendt, archeologo danese († 1823)
- Francesco Boccheciampe, militare francese († 1799)
- Carlo Boucheron, filologo classico italiano († 1838)
- James Bourne, pittore britannico († 1854)
- Jean Baptiste Cipriani Franceschi, agente segreto italiano († 1818)
- Alessandro Fischetti, pittore italiano († 1802)
- James Forbes, botanico britannico († 1861)
- Pietro Guadagni Torrigiani, nobile italiano († 1848)
- Sally Hemings, statunitense († 1835)
- Thomas Horsfield, naturalista statunitense († 1859)
- Enrico Ittar, incisore e architetto italiano († 1850)
- Francesca Lechi, rivoluzionaria italiana († 1806)
- Jurij Fëdorovič Lisjanskij, navigatore e esploratore russo († 1837)
- Giuseppe Marocco, avvocato italiano († 1829)
- Giulio Mastrilli, politico italiano († 1826)
- Amilcare Paulucci delle Roncole, ammiraglio austriaco († 1845)
- Lodovico Piantanida, organaro italiano
- Pietro Polar, imprenditore, magistrato e politico svizzero († 1845)
- Vincenzo Raimondo Porru, presbitero, filologo e linguista italiano († 1836)
- Manley Power, generale britannico († 1826)
- Ignacio López Rayón, rivoluzionario messicano († 1832)
- Giovanni Francesco Re, naturalista, botanico e micologo italiano († 1833)
- Giovanni Battista Sales, burattinaio italiano († 1849)
- Agatino San Martino Pardo, astronomo e matematico italiano († 1856)
- Antonio Savaresi, medico italiano († 1830)
- John Shaw, militare statunitense († 1823)
- Paolo Francesco Staglieno, politico, generale e enologo italiano († 1850)
- Robert Surcouf, corsaro francese († 1827)
- Thomas Thomson, chimico inglese († 1852)
- Gerolamo Vassallo, medaglista italiano († 1819)
- Valerio Villareale, scultore italiano († 1854)
- Pablo de La Llave, politico e naturalista messicano († 1833)
- Tat'jana Šlykova, soprano, ballerina e attrice teatrale russa († 1863)